# (16127) Farzan-Kashani
(16127) Farzan-Kashani est un astéroïde de la ceinture principale.

## Description
(16127) Farzan-Kashani est un astéroïde de la ceinture principale. Il fut découvert le 7 décembre 1999 à Socorro (Nouveau-Mexique) par le projet LINEAR. Il présente une orbite caractérisée par un demi-grand axe de 2,26 UA, une excentricité de 0,09 et une inclinaison de 2,6° par rapport à l'écliptique.

## Compléments